# Експроприация
Експроприацията е конфискация на частна собственост (всякаква, не само недвижима) от държавата.
Представлява политически оправдано принудително разпределение на частната собственост, национализация.